# Финли, Райан
Райан Финли (англ. Ryan Finley, 26 декабря 1994, Финикс, Аризона) — американский футболист, квотербек. На студенческом уровне выступал за команды университета штата Айдахо в Бойсе и Университета штата Северная Каролина. На драфте НФЛ 2019 года был выбран в четвёртом раунде. В НФЛ выступал в составе клуба «Цинциннати Бенгалс».

## Биография
Райан Финли родился 26 декабря 1994 года в Финиксе. Там же он окончил старшую школу Парадайз-Вэлли. Во время учёбы он играл в составе её футбольной команды. В выпускной год Финли набрал пасом 3  442 ярда, показав лучший результат в штате, и помог команде выйти в плей-офф. По итогам сезона он был признан лучшим игроком Аризоны. В составе школьной баскетбольной команды в сезоне 2012/13 Финли стал победителем чемпионата штата во II дивизоне.

### Любительская карьера
В 2013 году Финли поступил в Университет штата Айдахо в Бойсе. Первый сезон в команде он провёл в статусе освобождённого игрока, принимая участие только в тренировках. В турнире NCAA он дебютировал в 2014 году, сыграв в пяти матчах и набрав 161 ярд при двух тачдаунах и перехвате. В сезоне 2015 года Финли сыграл только в трёх матчах, пропустив оставшуюся часть турнира из-за травмы ноги. Летом 2016 года он получил степень бакалавра в области психологии и объявил о своём переходе в Университет штата Северная Каролина. Ассоциация студенческого спорта выдала ему разрешение провести дополнительный сезон.
После перехода Финли стал основным квотербеком команды. В сезоне 2016 года он сыграл тринадцать матчей и набрал пасом 3 059 ярдов, показав шестой результат в истории университета. В 2017 году он установил рекорд команды по числу точных пасов в одном матче. В первых двух матчах сезона Финли набирал не менее 300 ярдов, чего не удавалось ни одному квотербеку университета с 2003 года. Всего за турнир он набрал пасом 3  518 ярдов. В 2018 году он довёл общее количество пасовых ярдов за карьеру до 6 577, войдя в пятёрку лучших квотербеков в истории команды. В том же году Финли получил степень магистра искусств и естественных наук. 

#### Статистика выступлений в чемпионате NCAA
| Сезон | Команда             | Игры | Пас | Пас   | Пас  | Пас    | Пас | Пас | Пас | Пас   | Вынос | Вынос | Вынос | Вынос |
| Сезон | Команда             | Игры | Cmp | Att   | Pct  | Yds    | Y/A | TD  | Int | Rtg   | Att   | Yds   | Avg   | TD    |
| ----- | ------------------- | ---- | --- | ----- | ---- | ------ | --- | --- | --- | ----- | ----- | ----- | ----- | ----- |
| 2013  | Бойсе Стейт Бронкос | 0    | 0   | 0     | 0,0  | 0      | 0,0 | 0   | 0   | 0,0   | 0     | 0     | 0,0   | 0     |
| 2014  | Бойсе Стейт Бронкос | 4    | 12  | 27    | 44,4 | 161    | 6,0 | 2   | 1   | 111,6 | 7     | 31    | 4,4   | 0     |
| 2015  | Бойсе Стейт Бронкос | 3    | 46  | 70    | 65,7 | 485    | 6,9 | 1   | 4   | 117,2 | 22    | 42    | 1,9   | 0     |
| 2016  | Эн Си Стейт Вулфпэк | 13   | 243 | 402   | 60,4 | 3 059  | 7,6 | 18  | 8   | 135,2 | 74    | 94    | 1,3   | 1     |
| 2017  | Эн Си Стейт Вулфпэк | 13   | 311 | 478   | 65,1 | 3 514  | 7,4 | 17  | 6   | 136,0 | 69    | 194   | 2,8   | 3     |
| 2018  | Эн Си Стейт Вулфпэк | 13   | 326 | 484   | 67,4 | 3 928  | 8,1 | 25  | 11  | 148,0 | 42    | 21    | 0,5   | 1     |
| Всего | Всего               | 46   | 938 | 1 461 | 64,2 | 11 147 | 7,6 | 63  | 30  | 138,4 | 214   | 382   | 1,8   | 5     |

### Профессиональная карьера
Перед драфтом НФЛ 2019 года аналитик Чарли Кэмпбелл сильными качествами Финли называл его точность, навыки принятия решений, хорошую технику броска и умение найти открытого принимающего. Наиболее подходящей для квотербека системой он называл нападение Западного побережья. Кэмпбелл указывал на отсутствие со стороны Финли угрозы в выносном нападении, а также характеризовал его как умеющего управлять игрой, но не способного переломить её ход своими действиями. Аналитик сайта Bleacher Report Мэтт Миллер отмечал, что квотербек прогрессировал по ходу трёх сезонов, проведённых в университете штата Северная Каролина. Лучшими качествами Финли он тоже называл точность передач, умение читать игру. К минусам Миллер относил недостаток мышечной массы и некоторую ограниченность игрока при бросках в непосредственной близости к зачётной зоне.

#### Цинциннати Бенгалс
В четвёртом раунде драфта 2019 года Финли был выбран клубом «Цинциннати Бенгалс». В конце мая он подписал с командой четырёхлетний контракт новичка. В дебютном сезоне ему прогнозировали борьбу за место второго квотербека «Бенгалс» с более опытным Джеффом Дрискелом. В первой части регулярного чемпионата стартовый пасующий команды Энди Далтон выступал неудачно и в конце октября был переведён в запас. Место в основном составе занял Финли. Он сыграл три матча, набрав 474 ярда с двумя тачдаунами и двумя перехватами. Все три игры завершились поражениями «Бенгалс», после чего в состав вернулся Далтон.
Весной 2020 года «Бенгалс» на драфте под общим первым номером выбрали квотербека Джо Барроу, Далтон покинул команду, а Финли сохранил за собой статус дублёра. После травмы Барроу в игре одиннадцатой недели он вернулся в состав. Матч против Майами Долфинс Финли провёл неудачно, после чего «Цинциннати» подписал контракт с квотербеком Брэндоном Алленом. До конца регулярного чемпионата главный тренер команды Зак Тейлор использовал их поочерёдно.

#### Дальнейшая карьера
В марте 2021 года «Бенгалс» обменяли Финли в «Хьюстон Тексанс». В мае, после подписания контракта со свободным агентом Джеффом Дрискелом и выбора на драфте Дэвиса Миллса, он был отчислен из команды.

#### Статистика выступлений в НФЛ

##### Регулярный чемпионат
| Сезон | Команда            | Игры | Пас | Пас | Пас  | Пас | Пас | Пас | Пас | Пас  | Вынос | Вынос | Вынос | Вынос |
| Сезон | Команда            | Игры | Cmp | Att | Pct  | Yds | Y/A | TD  | Int | Rtg  | Att   | Yds   | Avg   | TD    |
| ----- | ------------------ | ---- | --- | --- | ---- | --- | --- | --- | --- | ---- | ----- | ----- | ----- | ----- |
| 2019  | Цинциннати Бенгалс | 3    | 41  | 87  | 47,1 | 474 | 5,4 | 2   | 2   | 62,1 | 10    | 77    | 7,7   | 0     |
| 2020  | Цинциннати Бенгалс | 5    | 17  | 32  | 53,1 | 164 | 5,1 | 1   | 2   | 52,1 | 11    | 66    | 6,0   | 1     |
| Всего | Всего              | 8    | 58  | 119 | 48,7 | 638 | 5,4 | 3   | 4   | 59,4 | 21    | 143   | 6,8   | 1     |